# Anton Dòntxev
Anton Dòntxev (búlgar: Антон Николов Дончев)  (Burgàs, 14 de setembre de 1930 - Military Medical Academy, 20 d'octubre de 2022) fou un escriptor búlgar contemporani. Des del 2003 és acadèmic de l'Acadèmia de Ciències de Bulgària. És conegut al país i a l'estranger amb la seva novel·la Temps de divisió, búlgar: Време разделно.

## Biografia
Nasqué el 14 de setembre de 1930 a Burgàs, en una família d'empleats postals. Ja en la seva infantesa es va familiaritzar amb cançons i llegendes populars que la seva àvia Srebra li explicava. La seva mare va patir tuberculosi, per la qual cosa va créixer principalment sota la cura de la seva àvia Srebra. A més d'aquest fet la seva infància estigué marcada, segons les seves pròpies paraules, per la seva extrema miopia un fet que el va conduir a un fort aïllament, perquè fins a l'edat de dotze anys es va negar a portar ulleres i fins llavors percebia el seu entorn només vagament.
La família es va traslladar de ciutat a ciutat fins que el pare es va retirar, i la família es va establir a Veliko Tàrnovo. Aquí, Anton es va graduar al gymnasium el 1948, i després va ingressar a la facultat de dret de la Universitat de Sofia, Sant Climent d'Òhrid. Mentre estudiava, va treballar a temps parcial en la construcció de carreteres i ferrocarrils. Després de graduar-se a la universitat el 1953, va treballar durant diversos mesos com a jutge a Veliko Tàrnovo. Després d'abandonar el càrrec, es va dedicar completament a escriure llibres.

### Activitat política
Anton Dòntxev és cofundador del Comitè "Consolidació", búlgar: Съзидание Sazidànie format per membres del Partit Comunista Búlgar fins al 10 de novembre de 1989, actualment Partit Socialista Búlgar, l'expresident Gueorgui Parvànov, escriptors, editors i figures esportives.

### Família
Es va casar dues vegades. La seva primera esposa, l'escaquista Evelina Troianska, va morir l'any 2000. Del primer matrimoni va néixer el seu fill Nikola. Als 79 anys, es va casar amb Raïna Vassíleva, de 64 anys, experiodista de la Ràdio Nacional de Bulgària.

## Creativitat
Va començar a escriure poemes en els seus anys escolars, i va escriure les seves dues primeres novel·les. La primera publicada fou la novel·la històrica "Despertar" búlgar: Пробуждане Probújdane (1956) escrita juntament amb Dimítar Màntov. La seva primera novel·la en solitari, "Història del temps de Samuel, de Samuel i el seu germà Aron, dels seus fills Radomir i Vladislav, del pagès Jitan i del vell Gorazd el Savi, i moltes altra gent que van viure abans que nosaltres",va ser publicada el 1961, i va rebre un premi atorgat per la Unió d'escriptors búlgars. El seu segon llibre, "Temps de divisió" búlgar: Време разделно Vreme razdelno (1964) fou escrit en 41 dies (segons testimonis del mateix autor). Amb aquesta novel·la, l'escriptor es va fer famós.
L'acció del llibre té lloc en el context d'esdeveniments històrics del segle xvii a les muntanyes Ròdope després de la conquesta de Bulgària per part de l'Imperi Otomà; en aquell moment, els búlgars es van convertir a l'islam. La novel·la planteja la qüestió del poder, la influència de les decisions preses en períodes històrics tan tensos sobre el destí de tot el poble durant molts segles vinents; col·lideixen valors de caràcter personal i religiós. Les accions dels herois estan plenes d'heroisme i tragèdia; la tranquil·litat és destruïda per qüestions ètiques i morals complexes, i la pròpia novel·la està imbuïda de la idea de fatalitat.
Els fets que tenen lloc a la novel·la es descriuen en nom de dos personatges: del costat cristià búlgar, en nom del monjo Atonita, el pare d'Aligorko, del costat otomà musulmà, en representació del captiu en la batalla per la fortalesa veneciana de Càndia, el noble francès convertit a l'islam, anomenat "el venecià". Cadascun d'ells té el seu propi drama de vida, i no obstant això, malgrat llurs diferents destins i mentalitat, al final llurs opinions sobre els esdeveniments són més properes.
La novel·la parla, amb una narrativa dràstica, sobre la repressió i els abusos de cada dia, de les execucions arbitràries, les violacions, la islamització forçada i l'anomenat devşirme, en el qual els nens búlgars eren arrabassats de les seves famílies per ser educats amb famílies turques i ser formats com a soldats d'elit de Turquia - l'anomenat cos de geníssers - per ser usats sovint contra els seus propis compatriotes. Aquestes experiències traumàtiques encara tenen un alt valor emocional en la societat búlgara, de manera que la novel·la és utilitzada repetidament pels cercles d'esquerra i dreta nacionalistes, per la seva pròpia ideologia.
El llibre ha estat reimprès moltes vegades,traduït a més de 25 idiomes, i el 1987, el director Liudmil Stàikov va rodar la pel·lícula Vreme na nassílie, búlgar: Време на насилие ("Temps de violència").

### Escàndols
En moltes fonts modernes es diu que "Temps de divisió" fou encarregada pel règim comunista com a part d'una campanya d'opinió a favor del canvi de nom per la força dels turcs búlgars i pomacs durant els anys 60, que es repeteix després amb l'adaptació al cinema de la novel·la en els anys 80 en suport de l'anomenat "procés de regeneració".
A finals de 2013, l'escriptor va respondre personalment als atacs i va negar que la novel·la hagués estat encarregada per ningú, especificant que estava escrita sobre la base d'esdeveniments històrics documentats. No obstant això, alguns mitjans argumenten que els esdeveniments que recrea la novel·la es basen en documents històrics falsos.
Als "Diaris" pòstums de l'escriptor Iordan Vàltxev, es diu que "Temps separat" va ser escrita per Fanni Popova-Mutàfova, però a causa de la prohibició de publicar-la després del 9 de setembre de 1944, la va lliurar a Anton Dòntxev.

## Afirmacions sobre la nominació al premi Nobel
El Comitè Nobel publica informació sobre els guardonats al Premi Nobel de Literatura 50 anys després de la concessió del premi,i el nom d'Anton Dòntxev no està present entre els candidats publicats per al 1964 i 1965.
No obstant això, segons alguns diaris búlgars, Anton Dòntxev va ser nominat 3 vegades per al Premi Nobel de Literatura, la qual cosa el convertiria en el segon búlgar que ha estat nominat al premi. Segons aquestes publicacions, la seva nominació va ser retirada a causa d'intrigues per enveges.De nou segons la premsa búlgara, el 2005 Anton Dòntxev va obtenir 1 vot menys que el britànic Harold Pinter, i el 2006 va ser superat pel novel·lista turc Orhan Pamuk.

## Filmografia
- „Време на насилие“ / Temps de violència (1988)
- „Милионите на Привалов“ / Els milions de Privalov (1983)
- „Завръщане от Рим“ / Retorn de Roma (1977)
- „От другата страна на огледалото“ / A l'altra banda del mirall (1977)
- „Изгори, за да светиш“ / Crema, per brillar (1976)
- „Глутницата“ / La manada (1972)
- „Калоян“ / Kaloian (1963)

## Premis i distincions honorífiques
- El 1999, per la seva novel·la L'estrany cavaller del llibre sagrat Dòntxev és guardonat amb el premi de literatura balcànica "Balkanica" (considerat el "Premi Nobel dels Balcans)
- En 2001 va ser guardonat amb l'Orde de Stara Planina de primer grau.[26]
- El desembre de 2004, el rector de la Universitat de Sofia, Boian Biòltxev li va atorgar el Gran Premi de Literatura de la Universitat de Sofia amb cinta blava.[27]
- Guanyador del Premi Nacional de Literatura Iordan Iovkov el 2005
- Doctor honoris causa per la Universitat Lliure de Burgàs (17 de maig de 2005)[28]
- Guardonat amb l'Orde dels Sants Ciril i Metodi (15 de setembre de 2010) - pel seu mèrit cultural particularment significatiu i en honor del seu 80è aniversari[29]

- El 2014 també fou guardonat amb el Premi estatal "Sant Païssi de Hilendar.[30]